# 宋泽
宋泽，又名宋光强（1986年—），出生于湖北襄阳，自称襄阳宋泽。2010毕业于中南财经政法大学，法学、经济学双学士。公盟负责人、新公民运动的参与者、倡导者，维权人士。

## 生平
2010年毕业后，宋泽曾在一家德资电梯企业武汉的办事处做商务行政事务工作，后又在深圳一家私营评估企业总经理办公室从事助理。
2011年10月16日，宋泽向许志永写信，申请加入公盟，随后以志愿者的身份工作。
2011年冬宋泽一直在从事救助访民的工作，给访民捐助物资补给援助，2012年开始了披露和救助被北京黑监狱关押的访民，维权人士。并在两会前期编绘了北京黑监狱地图。
2012年1月1日宋泽因给访民送汤圆而被警方带走，后不久被放出。
2012年1月13日，宋泽与赵振甲等十多人冲进湖南郴州驻京办的“黑监狱”，解救出被非法关押的82岁的龚江保、73岁的于洪和57岁的陈碧香等三位上访人士。
2012年5月4日下午3点宋泽在北京南站等候一位求助者的约见时，被北京公安数位警察强制带走，据宋泽本人描述应该是北京市公安局有预谋的计划。5月5日，北京市公安局以“寻衅滋事罪”将宋泽刑事拘留37天，羁押在丰台区看守所。但是期限满时，公安局没有放人，而是将刑拘转为「监视居住」，期限六个月，至10月30日到期。许志永认为宋泽被捕是因为救助被关押在黑监狱的三位老人和陈光诚的侄子陈克贵的妻子。
2012年7月12日身为公盟志愿者的宋泽被失踪，后来刘卫国律师偶然发现宋泽被关押在北京市公安局第三拘留所，涉嫌“聚众扰乱社会秩序”罪。宋泽在狱中被赵姓副队长国保殴打，方式为扇耳光、拳打脚踢，无任何人制止。2014年1月1日宋泽的律师李金星、张磊联名向北京市检察院、最高检察院、公安部等部门提出了就北京市公安局有关警员涉嫌故意伤害、徇私枉法、虐待被监管人犯罪的控告状。在此次新公民案中公盟负责人许志永被北京市第一中级人民法院以“聚众扰乱公共场所秩序罪”为名判处有期徒刑四年。
2014年1月16日宋泽由其舅舅到北京为其担保取保候审，在被羁押了6个月零4天后，走出了北京市第三看守所。
2014年7月26日焦作访民张小玉，许有臣在中站区公安分局警员王军干劝二人下车接受调查询问时，被中国当局称许有臣杀死警察王军干，并且两人的律师常玮平也被政府定位犯罪嫌疑人。虽然事实很难考证，但是根据老虎庙的录音证明，刺死王军干的水果刀属于警察。为了查明真相和声援弱势群体，宋泽等人发起了公民声援团，宋泽提供账户，为张小玉案进行募捐。
2014年10月13日北京警方对道衡律师事务所进行抄家，将余文生律师、王成律师、宋泽、李对龙律师四人抓走。王成律师、李对龙律师不久获释。余文生律师和宋泽遭刑事拘留。有关人士认为宋泽被捕的原因是因为在9月30日声援香港的雨傘革命。2014年10月22日星期三上午，张磊律师到北京大兴区看守所要求会见被刑拘的宋泽，遭到看守所的非法拒绝。
2015年6月5日宋泽被以取保候审的名义获释，结束了8个多月的羁押，宋泽在押期间一直保持零口供。